# Навротский, Василий Всеволодович

Василий Всеволодович Навротский (укр. Василь Всеволодович Навротський, род. 12 февраля 1948 года, Миргород) — советский и украинский оперный певец (бас), педагог. Народный артист Украины (2011), профессор (2011).
Лауреат Республиканского конкурса вокалистов в Киеве (1968) и Всесоюзного конкурса вокалистов им. М. И. Глинки в Вильнюсе (1971, 4-я премия), Всесоюзного смотра-конкурса творческой молодёжи (сезоны 1973—1974 и 1976—1977 годов), Куйбышевской областной премии имени Ленинского комсомола (1977).

## Биография
Родился 12 февраля 1948 года в Миргороде.
В 1972 году с отличием окончил Одесскую государственную консерваторию имени А. В. Неждановой по классу профессора Е. Н. Иванова, был приглашён в Куйбышевский (ныне — Самарский) государственный театр оперы и балета, где исполнил около тридцати партий.
В 1979—1991 годах — солист Днепропетровского государственного театра оперы и балета.
В 1979 и 1982 годах участвовал во Всесоюзных фестивалях молодых оперных певцов в Минске.
В 1985 году получил звание Заслуженного артиста Украинской ССР.
В 1991 году приглашён на работу в Одесскую государственную консерваторию имени А. В. Неждановой, в 1992—2002 годах — заведующий кафедрой оперной подготовки, в 2002—2011 годах — доцент, с 2011 года — профессор кафедры сольного пения.
В 1997—2000 годах работал в Штутгартском театре оперы и балета.
В 2011 году получил звание Народного артиста Украины.
С апреля 2003 года по январь 2005 года — директор и художественный руководитель, а в 2011—2014 годах — художественный руководитель Одесского национального академического театра оперы и балета.